# یاپ
یاپ (به لاتین: Yap) یک منطقهٔ مسکونی در ایالات فدرال میکرونزی است.

## خصوصیات
یاپ ۱۱٬۳۷۷ نفر جمعیت دارد.